# San Pedro (partido)
San Pedro (Partido de San Pedro) is een partido in de Argentijnse provincie Buenos Aires. Het bestuurlijke gebied telt 55.234 inwoners. Tussen 1991 en 2001 steeg het inwoneraantal met 13,07 %.

## Plaatsen in partido San Pedro
- Beladrich
- Colonia Vélaz
- Gobernador Castro
- Ingeniero Moneta
- La Buena Moza
- Obligado
- Pueblo Doyle
- Río Tala
- San Pedro
- Santa Lucía